# Valentin Vorobiov
Pour les articles homonymes, voir Vorobiov.
Valentin Vorobiov, né en 1938 à Briansk, est un artiste peintre russe actif en France depuis 1975.

## Biographie
Né en 1938 à Briansk, Valentin Vorobiov étudie à l'institut du film à Moscou. Il est un membre du groupe Art-Cloche fondée en 1981, qui occupe un squat de la rue d'Arcueil à Paris, un groupe informel de protestation prétendant être représentatif du dada et du fluxus. Il expose en France.